# Молодинче
Молодинче (укр. Молодинче) — село в Ходоровской городской общине Стрыйского района Львовской области Украины.
Население по переписи 2001 года составляло 362 человека. Занимает площадь 1,27 км². Почтовый индекс — 81765. Телефонный код — 3239.